# Frontière entre l'Italie et la Suisse
La frontière entre l'Italie et la Suisse est la frontière internationale séparant ces deux pays.

## Géographie

### Caractéristiques

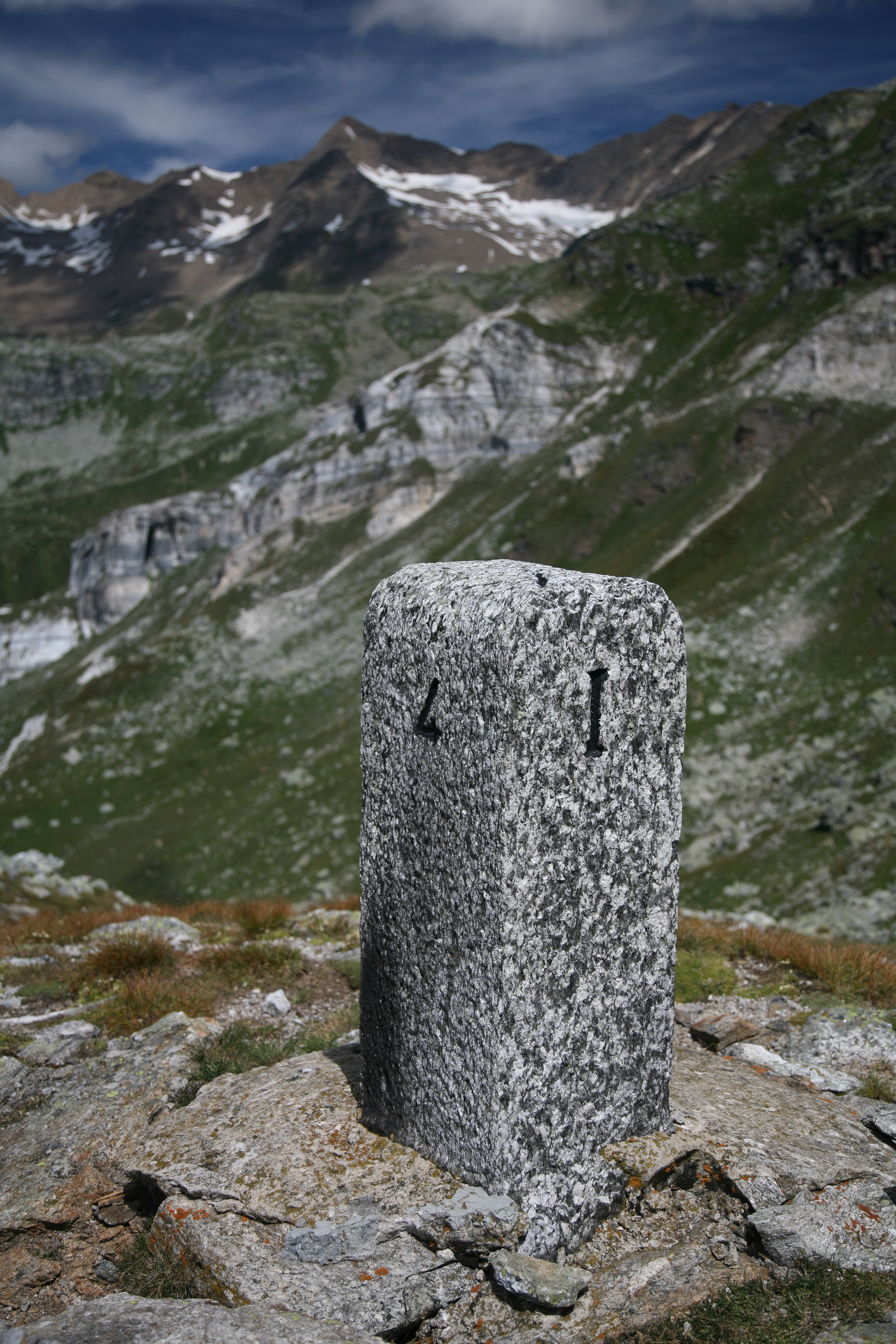
Borne-frontière entre la Suisse et l'Italie au col d'Albrun.

La frontière entre les deux pays est constituée de deux sections distinctes :
- La section principale est une frontière internationale standard et court suivant une direction générale ouest/est, sur 740 km. Elle débute sur la crête ouest du mont Dolent (3 823 m d'altitude), par le tripoint constitué avec les frontières entre franco-italienne et franco-suisse. Il se termine à un second tripoint formé par les frontières austro-italienne et austro-suisse.

- La deuxième section entoure l'enclave italienne de Campione d'Italia, intégralement entourée par le canton suisse du Tessin, sur les rives orientale du lac de Lugano. Sa frontière orientale étant distante de la frontière standard d'environ 1 km.

Il s'agit de la plus longue frontière terrestre internationale de l'Italie (qui en compte 6) et de la Suisse (sur 5). Au niveau international, il s'agit de la 119e plus longue frontière terrestre.

### Frontière principale

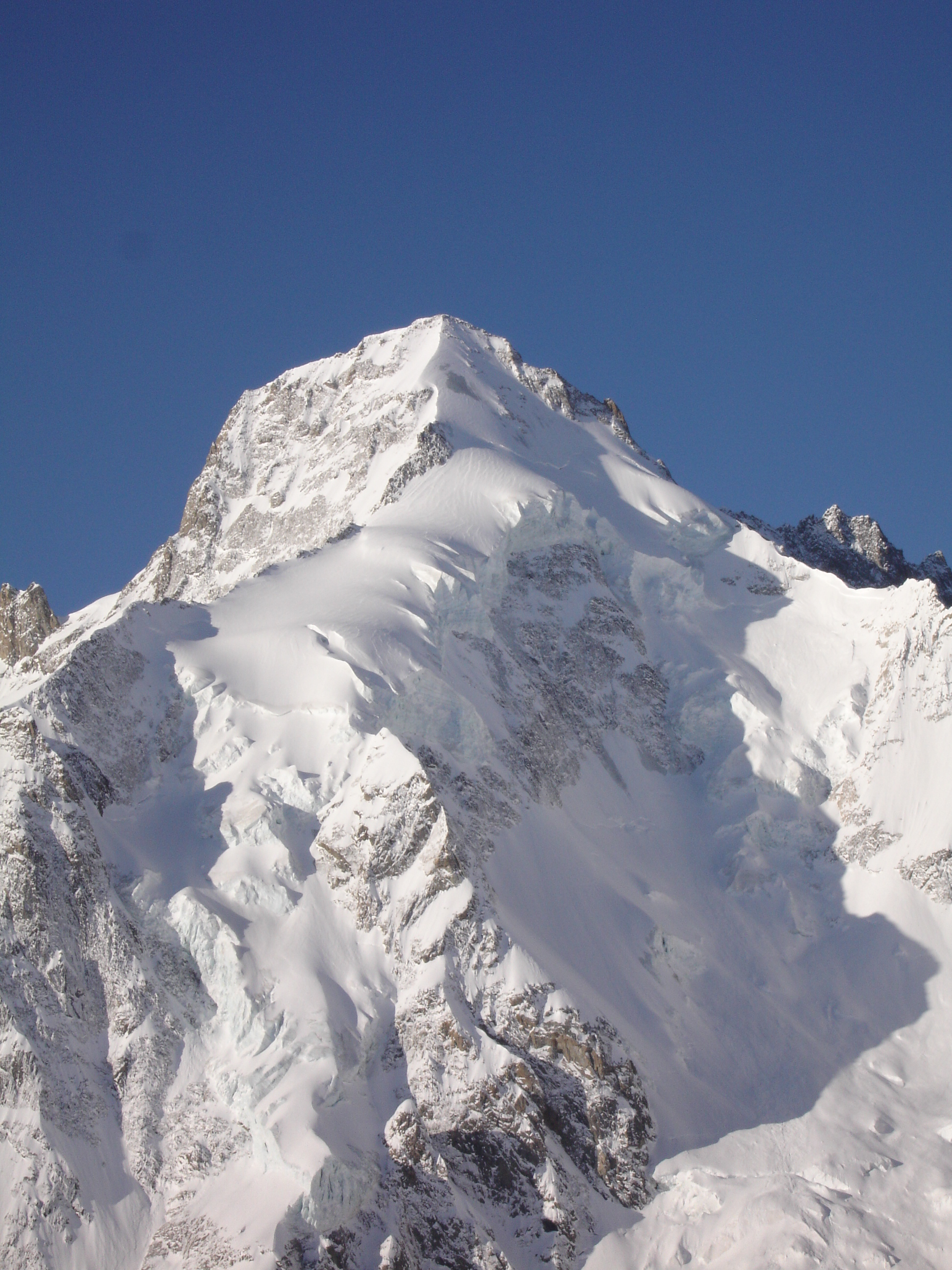
Le sommet italo-suisse du mont Dolent vu depuis le nord. Le tripoint se trouve sur la crête rocheuse et ombragée à droite du sommet.

#### Extrémité occidentale
À son extrémité occidentale, la frontière débute au tripoint entre la France, l'Italie et la Suisse (45° 55′ 21″ N, 7° 02′ 39″ E). La frontière entre la France et la Suisse se poursuit au nord-ouest, celle entre la France et l'Italie au sud. L'intersection des trois frontières a lieu légèrement au nord-ouest du sommet du mont Dolent, à 3 749 m d'altitude.

#### Extrémité orientale
À son extrémité orientale, la frontière débute au tripoint entre l'Autriche, l'Italie et la Suisse (46° 51′ 16″ N, 10° 28′ 08″ E). La frontière entre l'Autriche et la Suisse se poursuit au nord, celle entre l'Autriche et l'Italie vers l'est. L'intersection des trois frontières a lieu au Dreiländerpunkt, légèrement au nord du sommet du Piz Lad, à 2 180 m d'altitude.

### Enclave de Campione

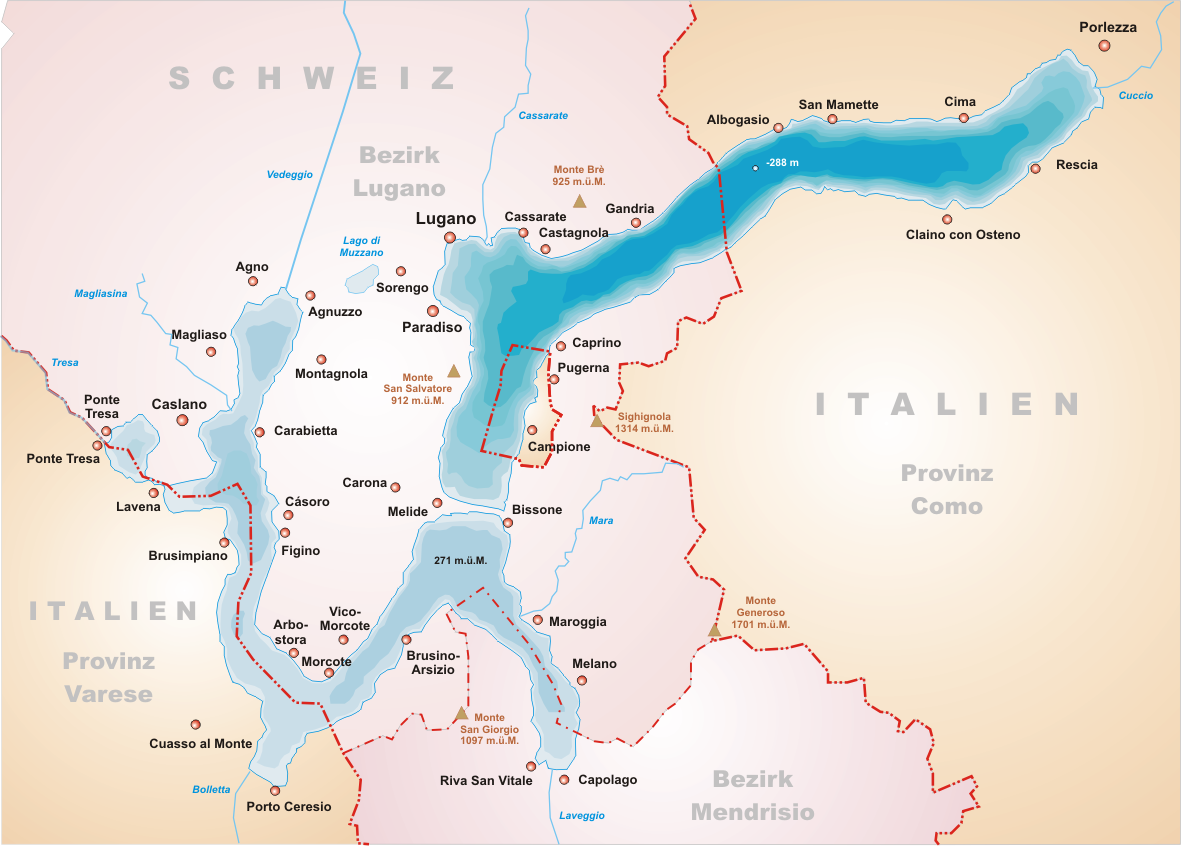
Carte du lac de Lugano mettant en évidence la frontière entre les deux pays, y compris l'enclave de Campione.

Campione est une ville italienne située sur le bord oriental du lac de Lugano. Il s'agit d'une enclave car elle est totalement entourée par la Suisse. Campione fait partie de la province italienne de Côme, en Lombardie, mais elle est enclavée dans le district de Lugano, dans le canton du Tessin.
Campione mesure 2,6 km2. Sa frontière a une forme grossièrement rectangulaire et mesure environ 7 km.
Définie en 1861 entre le royaume d'Italie et la Confédération suisse, la partie terrestre est délimitée par 17 bornes. Au sud, elle débute perpendiculairement au lac et se dirige vers l'est sur environ 500 m, remontant le flanc de la montagne. Elle oblique alors vers le nord pendant moins d'un km avant d'obliquer légèrement vers la rive du lac qu'elle rejoint avant le village suisse de Caprino et après avoir évité celui de Pugerna.
Sur le lac de Lugano, la frontière passe au milieu du lac.

### Subdivisions
D'ouest en est, la frontière passe le long des subdivisions suivantes :
- Italie :
  - Vallée d'Aoste 
  -  Piémont :
    - Province du Verbano-Cusio-Ossola
    - Province de Verceil

  - Lombardie  :
    - Province de Varèse
    - Province de Côme
    - Province de Sondrio

  - Trentin-Haut-Adige :
    - Province autonome de Bolzano

- Suisse :
  - Canton du Valais :
    - District d'Entremont
    - District d'Hérens
    - District de Viège
    - District de Brigue
    - Demi-district de Rarogne oriental
    - District de Conches

  - Canton du Tessin :
    - District de Léventine
    - District de Vallemaggia
    - District de Locarno
    - District de Lugano (frontière occidentale)
    - District de Mendrisio
    - District de Lugano (frontière orientale)
    - District de Bellinzone

  - Canton des Grisons :
    - Région de Moesa
    - Région de Viamala
    - Région de Maloja (frontière occidentale)
    - Région de Bernina
    - Région de Maloja (frontière orientale)
    - Région d'Engiadina Bassa/Val Müstair

### Passages

#### Principaux points de passage routiers
| Image | Lieu                            | Route de Suisse          | Localité de Suisse          | Canton suisse | Route d'Italie      | Localité d'Italie                     | Province italienne                               | Remarques                                                 |
| ----- | ------------------------------- | ------------------------ | --------------------------- | ------------- | ------------------- | ------------------------------------- | ------------------------------------------------ | --------------------------------------------------------- |
|       | Col du Grand-Saint-Bernard      |                          | Bourg-Saint-Pierre          | Valais        | RN27                | Saint-Rhémy-en-Bosses                 | Vallée d'Aoste                                   |                                                           |
|       | Tunnel du Grand-Saint-Bernard   |                          | Bourg-Saint-Pierre          | Valais        | T2 → RN27           | Saint-Léonard (Saint-Rhémy-en-Bosses) | Vallée d'Aoste                                   | E 27                                                      |
|       | Val Divedro                     |                          | Gondo                       | Valais        | SS33 (it)           | Iselle (Trasquera)                    | Verbano-Cusio-Ossola, Piémont                    | E 62                                                      |
|       | Centovalli CH et Val Vigezzo IT | H560                     | Camedo                      | Tessin        | SS337 (it)          | Ponte Ribellasca (it) (Re)            | Verbano-Cusio-Ossola                             |                                                           |
|       |                                 |                          | Valmara (Brissago)          | Tessin        | SS34 (it)           | Valmara (Cannobio)                    | Verbano-Cusio-Ossola                             | Voir aussi Piaggio Valmara (it)                           |
|       |                                 | H405                     | Dirinella (Caviano)         | Tessin        | SS394               | Zenna (Pino)                          | Varèse, Lombardie                                |                                                           |
|       |                                 |                          | Indemini                    | Tessin        |                     | Biegno (Veddasca)                     | Varèse                                           |                                                           |
|       |                                 | H398                     | Fornasette (Monteggio)      | Tessin        | SP6                 | Luino                                 | Varèse                                           |                                                           |
|       |                                 | H398                     | Ponte Cremenaga (Monteggio) | Tessin        | SP61                | Ponte Cremenaga (Cremenaga)           | Varèse                                           |                                                           |
|       |                                 |                          | Ponte Tresa                 | Tessin        | SS233 (it)          | Lavena Ponte Tresa                    | Varèse                                           |                                                           |
|       |                                 |                          | Brusino Arsizio             | Tessin        |                     | Porto Ceresio                         | Varèse                                           |                                                           |
|       |                                 | H393                     | Arzo                        | Tessin        |                     | Saltrio                               | Varèse                                           |                                                           |
|       |                                 |                          | Ligornetto                  | Tessin        |                     | Clivio                                | Varèse                                           |                                                           |
|       |                                 | H394                     | Gaggiolo (Stabio)           | Tessin        |                     | Gaggiolo (Cantello)                   | Varese                                           |                                                           |
|       |                                 | H396.1                   | Brusato (Novazzano)         | Tessin        | SP23                | Bizzarone                             | Côme                                             |                                                           |
|       |                                 |                          | Novazzano                   | Tessin        |                     | Ronago                                | Côme                                             |                                                           |
|       |                                 | Via Tinelle              | Pedrinate                   | Tessin        | Via per la Svizzera | Drezzo                                | Côme                                             |                                                           |
|       |                                 |                          | Chiasso                     | Tessin        | Via Bellinzona      | Ponte Chiasso (Côme)                  | Côme                                             |                                                           |
|       |                                 | A2                       | Brogeda, Chiasso            | Tessin        | A9                  | Brogeda, Côme                         | Côme                                             | E 35                                                      |
|       |                                 |                          | Pizzamiglio (Vacallo)       | Tessin        |                     | Maslianico                            | Côme                                             |                                                           |
|       |                                 |                          | Roggiana (Vacallo)          | Tessin        |                     | Maslianico                            | Côme                                             |                                                           |
|       |                                 | H403                     | Bissone                     | Tessin        |                     | Campione d'Italia                     | Côme                                             |                                                           |
|       |                                 | Strada da Valmara        | Arogno                      | Tessin        | SP13                | Lanzo d'Intelvi                       | Côme                                             |                                                           |
|       |                                 | H399                     | Gandria                     | Tessin        | SS340 (it)          | Oria (Valsolda)                       | Sondrio                                          |                                                           |
|       | Col du Splügen                  | H567                     | Splügen                     | Grisons       | SS36                | Monte Spluga (Madesimo)               | Sondrio                                          |                                                           |
|       | Val Bregaglia                   |                          | Castasegna                  | Grisons       | SS37 (it)           | Case Fornari (Villa di Chiavenna)     | Sondrio                                          |                                                           |
|       | Val Poschiavo                   |                          | Campocologno (Brusio)       | Grisons       | SS38dirA            | Tirano                                | Sondrio                                          |                                                           |
|       | Col de Livigno                  | Rejoint la H29           | Pisciadel (Poschiavo)       | Grisons       |                     | Tresenda (Livigno)                    | Sondrio                                          | Image: Poste de douane suisse au début de la route du col |
|       | Barrage de Punt dal Gall (en)   | Tunnel de Munt La Schera | (Zernez)                    | Grisons       |                     | (Livigno)                             | Sondrio                                          |                                                           |
|       | Col de l'Umbrail                | H559                     | Santa Maria                 | Grisons       | SS41 (it)           | Bormio                                | Sondrio                                          |                                                           |
|       | Val Müstair                     |                          | Müstair                     | Grisons       | SS38                | Taufers im Münstertal                 | Province autonome de Bolzano, Trentin-Haut-Adige |                                                           |

### Points de passage ferroviaires
| Image | Lieu                                           | Ligne de chemin de fer en Suisse | Localité de Suisse                 | Canton suisse | Ligne de chemin de fer en Italie | Localité d'Italie              | Province italienne            | Remarques                                                 |
| ----- | ---------------------------------------------- | -------------------------------- | ---------------------------------- | ------------- | -------------------------------- | ------------------------------ | ----------------------------- | --------------------------------------------------------- |
|       | Tunnel du Simplon                              | Ligne Brigue - Domodossola       | Brigue                             | Valais        | Ligne Brigue - Domodossola       | Iselle (Trasquera)             | Verbano-Cusio-Ossola, Piémont | Voir: Ligne du Simplon et Ligne Domodossola - Milano (it) |
|       | Ri della Ribellasca (Centovalli / Val Vigezzo) | Ligne Domodossola-Locarno        | Camedo (it), (Borgnone/Centovalli) | Tessin        | Ligne Domodossola-Locarno        | Ribellasca (it) (Re)           | Verbano-Cusio-Ossola          |                                                           |
|       |                                                | Ligne Cadenazzo - Luino (it)     | Dirinella (Caviano)                | Tessin        | Ligne Cadenazzo - Luino (it)     | Zenna (Pino)                   | Varèse, Lombardie             |                                                           |
|       | Mendrisiotto                                   | Ligne Mendrisio - Varèse (it)    | Stabio                             | Tessin        | Ligne Mendrisio - Varèse (it)    | Gare de Gaggiolo (en) Cantello | Varèse                        | En construction                                           |
|       | Mendrisiotto                                   | Ligne Mendrisio – Stabio (en)    | Stabio                             | Tessin        | Ligne de la Valmorea             | Bizzarone                      | Côme                          | Hors service                                              |
|       |                                                | Ligne du Gothard                 | Chiasso                            | Tessin        | Ligne Milan - Chiasso (it)       | Ponte Chiasso (Côme)           | Côme                          |                                                           |
|       | Val Poschiavo                                  | Ligne de la Bernina              | Campocologno (Brusio)              | Grisons       | Ligne de la Bernina              | Tirano                         | Sondrio                       |                                                           |

## Histoire

### Formation antérieure
La frontière entre l'Italie et la Suisse reprend dans ses grandes lignes les limites entre diverses entités politiques préexistantes à l'établissement moderne de ces deux pays :
- À l'ouest, la limite sud de la république des Sept-Dizains (futur canton du Valais) forme à terme une partie de la frontière.
- À l'est, les Trois Ligues se constituent vers le XVe siècle. Au sud, leurs pays sujets (depuis 1512) sont annexés par la République cisalpine en 1797. Les Ligues sont intégrées à la République helvétique en 1799 et deviennent le canton de Rhétie, puis le canton des Grisons en 1803. La frontière entre les deux républiques sera plus tard une partie de la frontière actuelle entre l'Italie et la Suisse.
- Au centre, les bailliages communs italiens conquis par certains cantons au début du XVIe siècle sur le duché de Milan pendant les guerres d'Italie forment à terme une partie du canton du Tessin. Leurs limites sont la base d'une dernière partie de la frontière.

### Chronologie

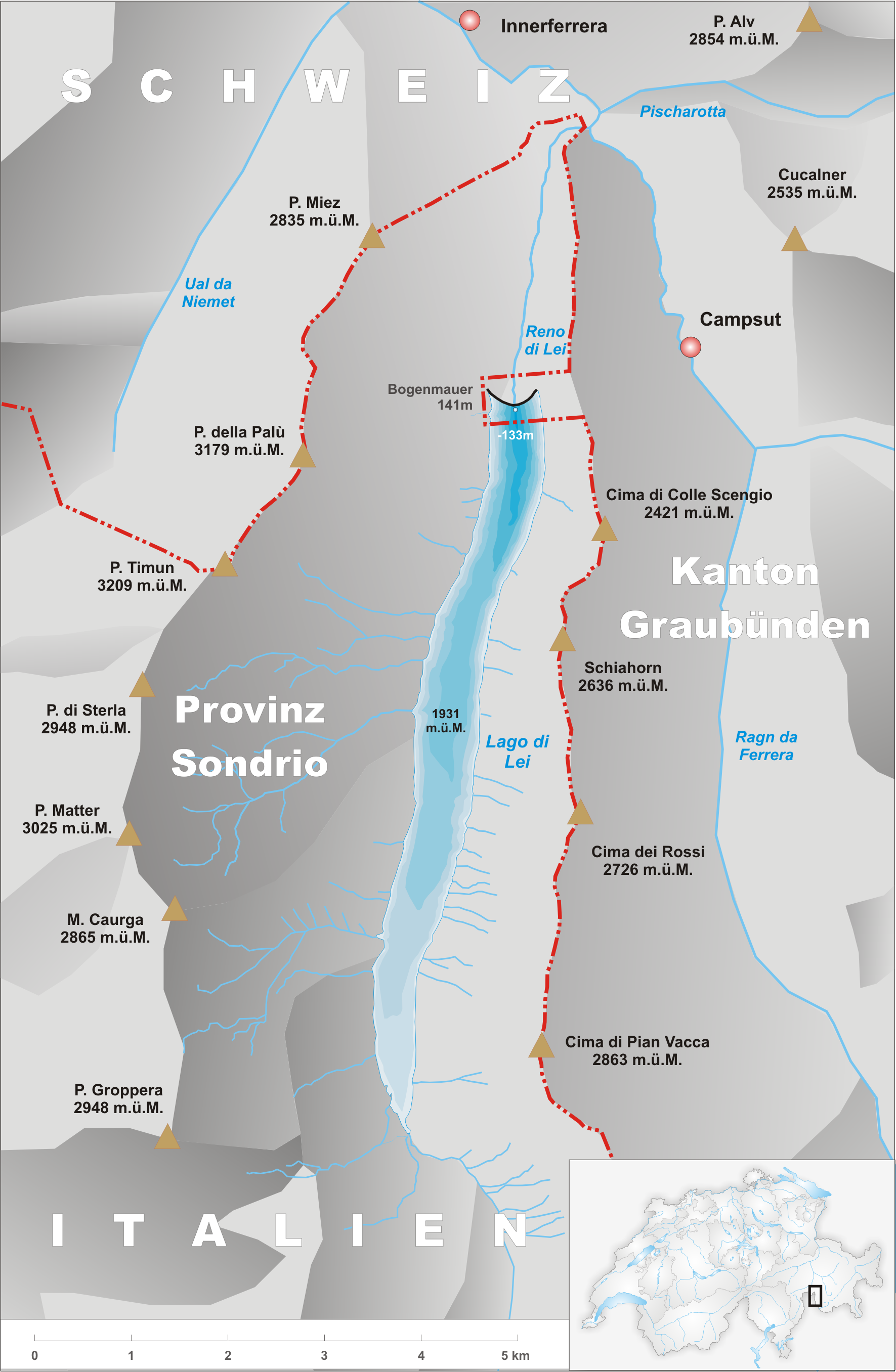
Frontière italo-suisse dans le val di Lei.

- 17 mars 1861 : proclamation du royaume d'Italie et formation de la frontière avec la Suisse, sur la base des frontières internationales préexistantes.
- 1866 : annexion du royaume lombard-vénitien par le royaume d'Italie après la Troisième guerre d'Indépendance italienne. Prolongement de la frontière italo-suisse vers l'est.
- 10 septembre 1919 : signature du traité de Saint-Germain-en-Laye. L'Italie annexe le Tyrol du Sud autrichien. La frontière italo-suisse prend son tracé actuel.
- 23 avril 1955 : modification de la frontière dans le val di Lei par l'échange respectif de 0,5 km2 afin que le barrage du Val di Lei se situe en Suisse[1].